# Malta Freeport

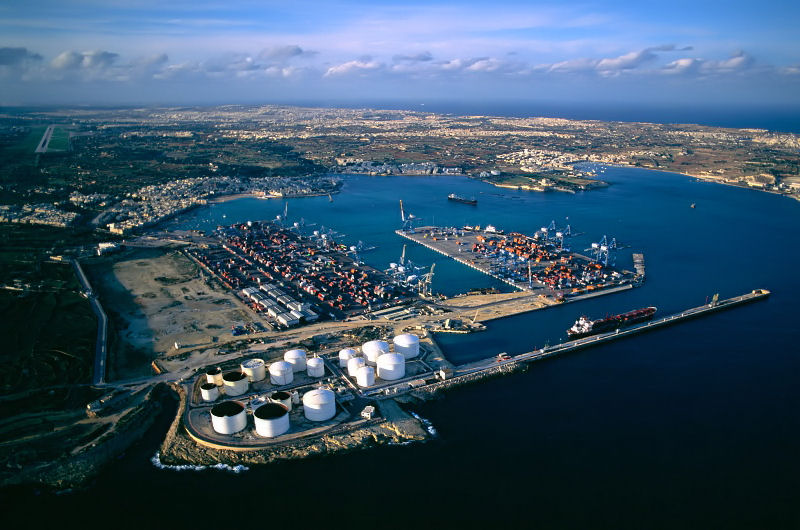
Vista del Malta Freeport nella baia di Birżebbuġa

Il Malta Freeport è un porto franco internazionale sull'isola di Malta con un volume commerciale di 3,06 milioni di TEU nel 2015. È uno dei porti più trafficati d'Europa. Si trova a Birżebbuġa nella parte sud-orientale di Malta, sul sito dell'ex base idrovolante RAF Kalafrana.
Fondato nel 1988, Malta Freeport è stato il primo hub di trasbordo nella regione del Mediterraneo. La compagnia ha registrato una notevole crescita nel corso degli anni e si colloca oggi al 12º posto tra i principali porti europei ed è il 3° centro di trasbordo e logistica nella regione del Mediterraneo. Oltre il 95% del traffico container di Freeport è costituito da attività di trasbordo.
In quanto 3° porto di trasbordo del Mediterraneo, Malta Freeport rappresenta una piattaforma strategica per le linee marittime che l'hanno scelta come il loro porto hub mediterraneo situato al crocevia di alcune delle più grandi rotte marittime del mondo e nel cuore dell'Europa, dell'Africa e del Medio Oriente.

I terminal del porto franco di Malta aumenteranno la sua lunghezza della banchina su entrambi i terminal dall'attuale lunghezza operativa di 2,2 chilometri a oltre 3 chilometri e l'area totale (da 680.000) a 790.000 metri quadrati (0,79 km2). 

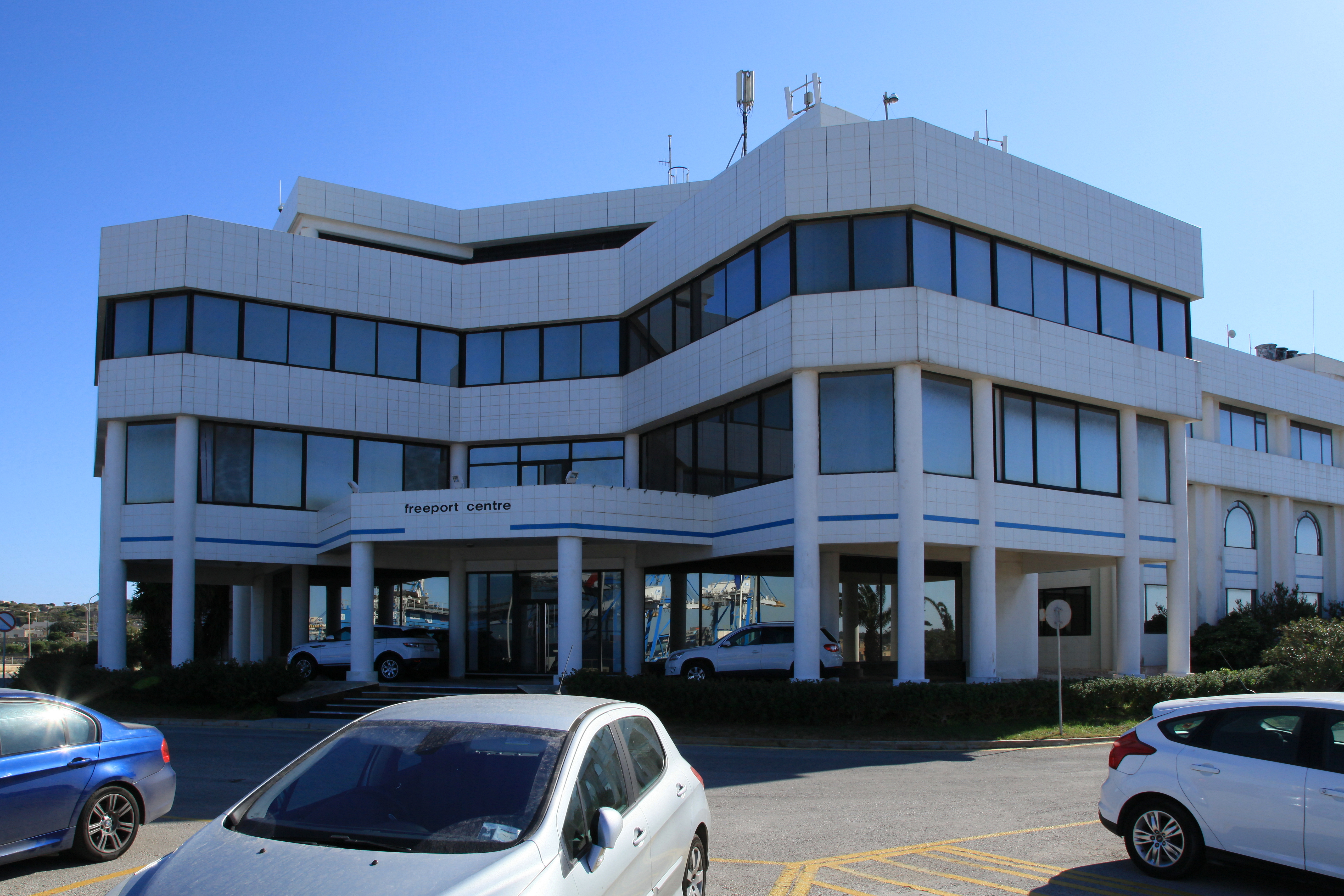
Freeport Centre
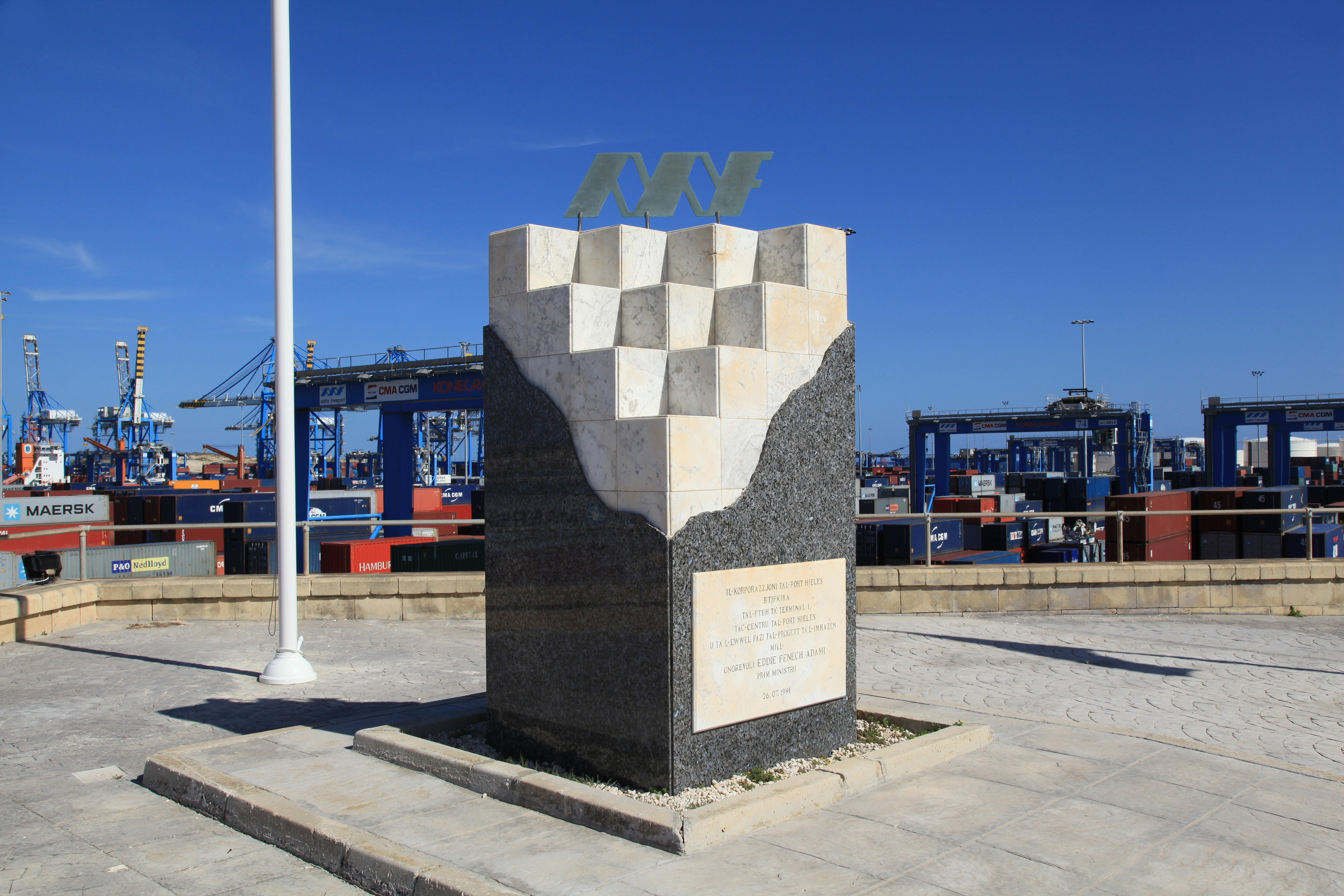
Freeport Monument
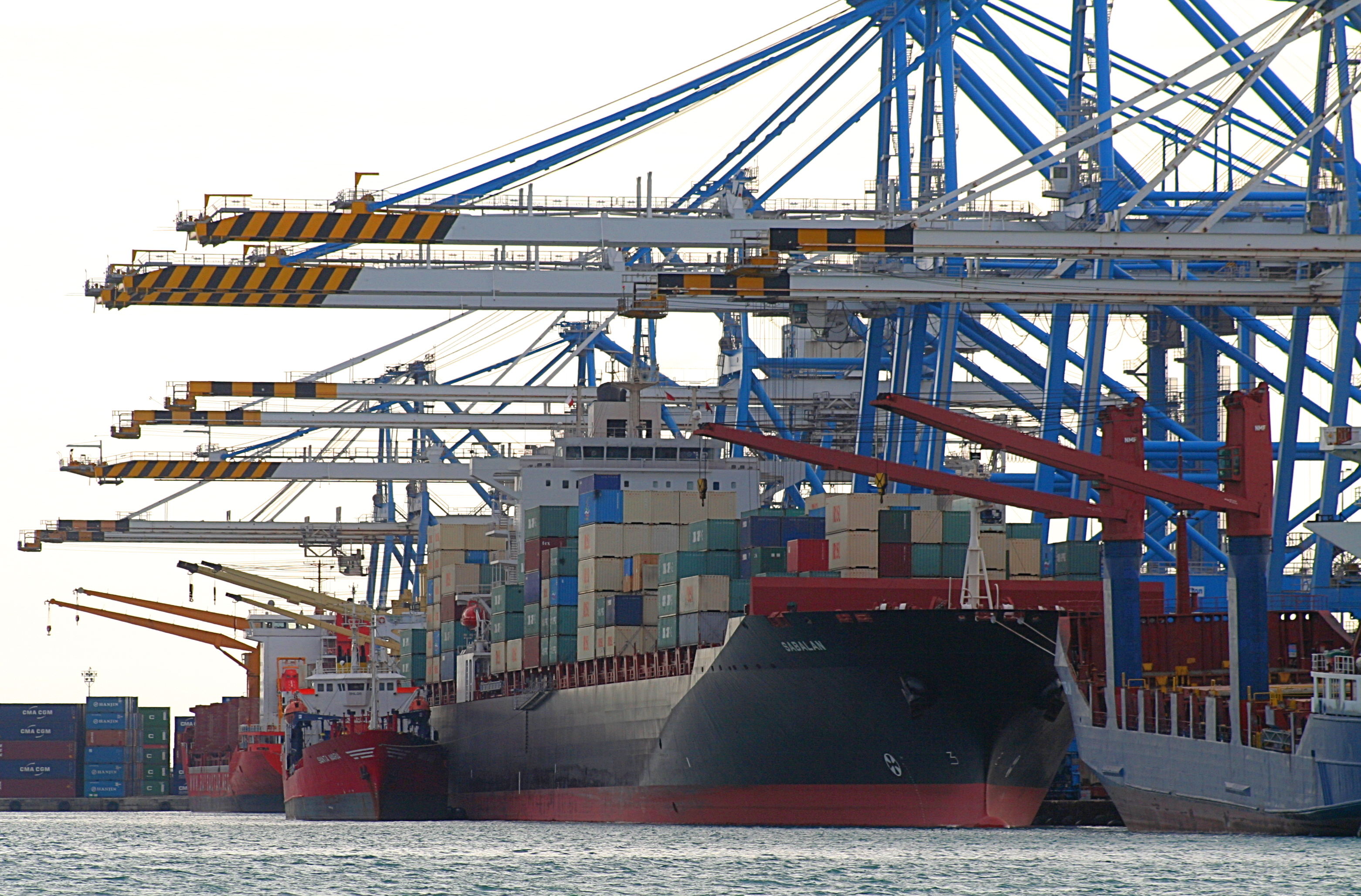
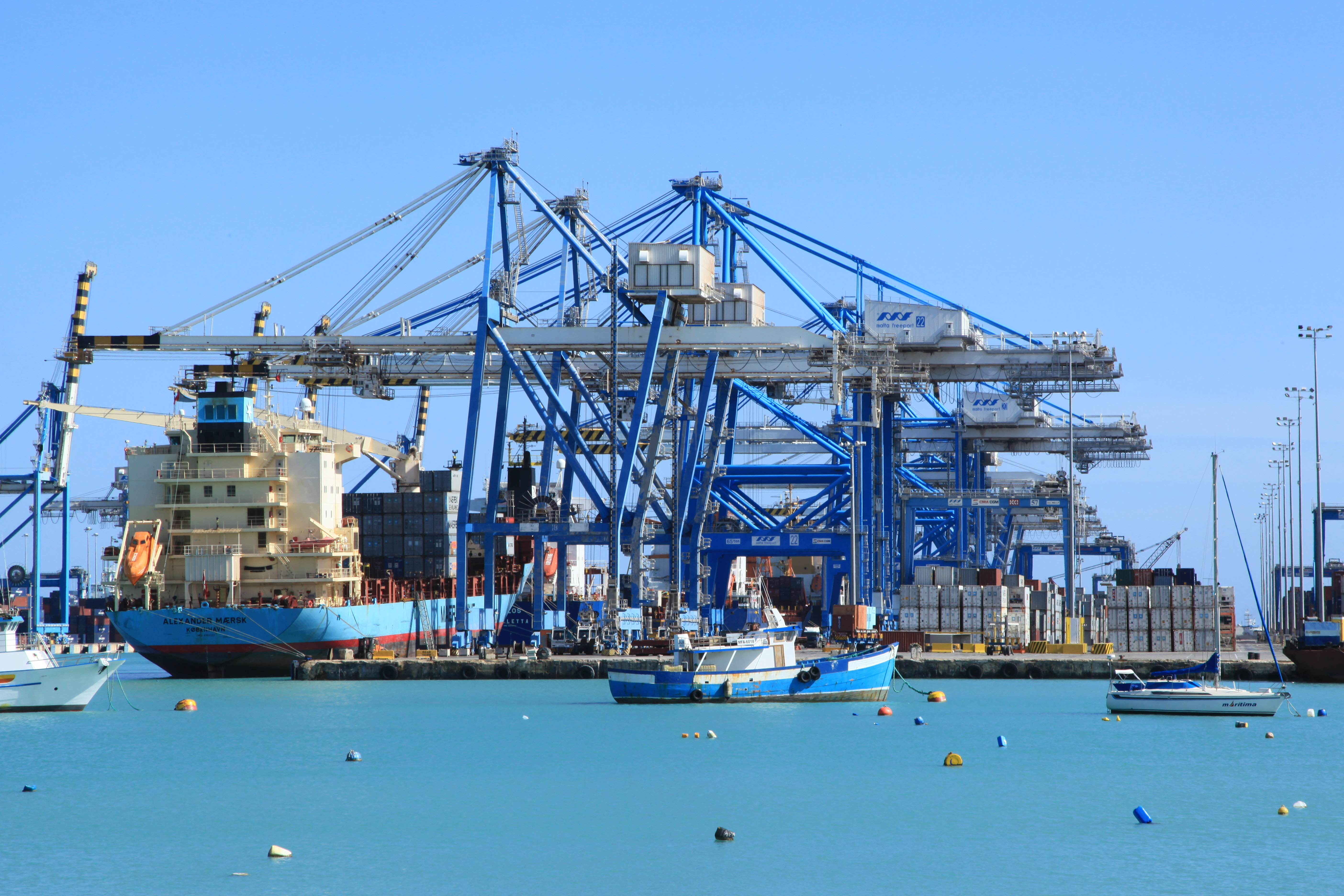